# Pacourina
Pacourina es un género monotípico de plantas fanerógamas perteneciente a la familia de las asteráceas. Su única especie: Pacourina edulis, es originaria de América.

## Descripción
Son hierbas acuáticas, que alcanzan un tamaño de hasta 1–2 m de alto, erectas, completamente glabras o escasamente pubescentes; los tallos huecos, de 1–3 cm de grueso. Hojas alternas, ampliamente elípticas a ovadas, de 15–20 cm de largo y de 5–8 cm de ancho, ápice aristado, base cuneada estrechándose al tallo, márgenes raramente subenteros, profunda e irregularmente serrados o runcinado-dentados con dientes espinos, haz punteada con glándulas anaranjadas y resinosas, envés anaranjado-punteado-glandular; sésiles. Capitulescencias de cimas axilares; capítulos discoides, con  75 flósculos mayormente en las axilas superiores de las hojas u opuestos a ellas, sésiles; involucros ampliamente campanulados, 1.5 cm de largo y 3 cm de ancho; filarias estrechamente imbricadas, foliáceas, ampliamente ovado-oblongas a elípticas, la mitad superior reflexa, ápice obtuso a agudo, cortamente mucronado, las exteriores ca 10 mm de largo y 8–10 mm de ancho, las internas 15–20 mm de largo y 5–7 mm de ancho; receptáculos planos a ligeramente convexos, desnudos; corolas 8–9 mm de largo, blancas o purpúreas, el tubo (3) 4–5 mm de largo, los lobos 4–5 mm de largo, escasamente glandulosos en el exterior; anteras 5.5–6 mm de largo, purpúreas; estilos 10 mm de largo; ramas del estilo ca 5 mm de largo, rizadas. Aquenios lineares, 9–12 mm de largo, algo comprimidos, acostillados, resinoso-glandulares; vilano de 1 serie, con cerdas desiguales y fácilmente caducas, 1.5–2.5 mm de largo.

## Distribución y hábitat
Localmente común, se encuentra en corrientes de agua y áreas inundadas, en la zona pacífica; a una altitud de 30–100 metros; fl y fr ene–nov; en Guatemala, Nicaragua, Sudamérica tropical y en la República Dominicana. 

## Usos
Las hojas son comestibles.

## Taxonomía
Pacourina edulis fue descrita por  Jean Baptiste Christophore Fusée Aublet y publicado en Histoire des Plantes de la Guiane Françoise 2: 800–802, t. 316. 1775.
Sinonimia
- Acilepis cirsiifolia Spreng.
- Calea sessiliflora Stokes
- Haynea edulis (Aubl.) Willd.
- Pacourina cirsiifolia Kunth
- Pacourina edulis var. spinosissima Britton
- Pacourinopsis dentata Cass.
- Pacourinopsis integrifolia Cass.
- Vernonia edulis (Aubl.) Steud.